# Semaine des As 2004
Navigation
Pau 2003 Clermont 2005
La 2e édition de la Semaine des As de basket-ball s'est déroulée du 26 au 29 février 2004 au Palais des Sports de Mulhouse.

## Résumé
Dijon remporte la Semaine des As pour sa première participation à cette compétition en battant en finale Le Mans de deux points (62-60). Le tenant du titre, Pau-Orthez, est éliminé dès le premier tour face à Nancy (68-73). Tous les matchs sont très disputés, les demi-finales et la finale se terminant sur un écart de deux points et aucune rencontre ne se termine par un écart supérieur à six points.

## Tableau
|  | Quarts de finale    | Quarts de finale  |         |    | Demi-finales      | Demi-finales      |  |  | Finale              | Finale              |
|  | Quarts de finale    | Quarts de finale  |         |    | Demi-finales      | Demi-finales      |  |  | Finale              | Finale              |
|  |                     |                   |         |    |                   |                   |  |  |                     |                     |
|  | Jeudi 26 février    | Jeudi 26 février  |         |    | Samedi 28 février | Samedi 28 février |  |  | Dimanche 29 février | Dimanche 29 février |
|  | Jeudi 26 février    | Jeudi 26 février  |         |    | Samedi 28 février | Samedi 28 février |  |  | Dimanche 29 février | Dimanche 29 février |
|  | Villeurbanne        | 73                |         |    | Samedi 28 février | Samedi 28 février |  |  | Dimanche 29 février | Dimanche 29 février |
|  | Villeurbanne        | 73                |         |    | Samedi 28 février | Samedi 28 février |  |  | Dimanche 29 février | Dimanche 29 février |
|  | Dijon               | 75                |         |    | Samedi 28 février | Samedi 28 février |  |  | Dimanche 29 février | Dimanche 29 février |
|  | Dijon               | 75                | Dijon   | 79 |                   |                   |  |  | Dimanche 29 février | Dimanche 29 février |
|  | Jeudi 26 février    |                   | Dijon   | 79 |                   |                   |  |  | Dimanche 29 février | Dimanche 29 février |
|  |                     | Nancy             | 77      |    |                   |                   |  |  | Dimanche 29 février | Dimanche 29 février |
|  | Pau-Orthez          | Nancy             | 77      | 68 |                   |                   |  |  | Dimanche 29 février | Dimanche 29 février |
|  | Pau-Orthez          |                   |         | 68 |                   |                   |  |  | Dimanche 29 février | Dimanche 29 février |
|  | Nancy               | 73                |         |    |                   |                   |  |  | Dimanche 29 février | Dimanche 29 février |
|  | Nancy               | 73                | Dijon   | 62 |                   |                   |  |  |                     |                     |
|  | Vendredi 27 février |                   | Dijon   | 62 |                   |                   |  |  |                     |                     |
|  |                     | Le Mans           | 60      |    |                   |                   |  |  |                     |                     |
|  | Le Mans             | Le Mans           | 60      | 79 |                   |                   |  |  |                     |                     |
|  | Le Mans             | Samedi 28 février |         | 79 |                   |                   |  |  |                     |                     |
|  | Le Havre            | 73                |         |    |                   |                   |  |  |                     |                     |
|  | Le Havre            | 73                | Le Mans | 65 |                   |                   |  |  |                     |                     |
|  | Vendredi 27 février |                   | Le Mans | 65 |                   |                   |  |  |                     |                     |
|  |                     | Chalon            | 63      |    |                   |                   |  |  |                     |                     |
|  | Gravelines          | Chalon            | 63      | 80 |                   |                   |  |  |                     |                     |
|  | Gravelines          |                   |         | 80 |                   |                   |  |  |                     |                     |
|  | Chalon              | 85                |         |    |                   |                   |  |  |                     |                     |
|  | Chalon              | 85                |         |    |                   |                   |  |  |                     |                     |

## Les vainqueurs
Entraîneur :  Nicolas Faure
| Numéro | Nom                    | Né en | Taille | Nationalité | Poste          |
|        | Paccelis Morlende      | 1981  | 1,90   | France      | Meneur         |
|        | Laurent Bernard        | 1971  | 1,95   | France      | Arrière/Ailier |
|        | Rowan Barrett          | 1972  | 1,96   | Canada      | Arrière/Ailier |
|        | Jérôme Monnet          | 1975  | 2,05   | France      | Pivot          |
|        | Vakhtang Natsvlishvili | 1976  | 2,04   | Géorgie     | Ailier fort    |
|        | Viktor Sanikidze       | 1986  | 2,03   | Géorgie     | Ailier         |
|        | Thierry Zig            | 1975  | 1,91   | France      | Arrière        |
|        | Boniface N'Dong        | 1977  | 2,12   | Sénégal     | Pivot          |
|        | Marcin Stefański       | 1983  | 2,03   | Pologne     | Ailier Fort    |